# Cachoeira do Itiquira
A cachoeira do Itiquira é uma queda de água de 169 metros de altura, localizada no município de Formosa, em Goiás, no Brasil.

## Etimologia
"Itiquira" procede do tupi antigo 'ytykyra, que significa "gotas d'água" ('y, "água" e tykyra, "gotas").

## Características
Sendo a oitava maior do Brasil, a queda está dentro de uma área protegida: o Parque Municipal de Itiquira. Forma-se, em sua base, um poço, porém, não é permitido o banho, pois a força da queda d'água é muito forte. Logo abaixo, no rio, há outros poços com pequenas cachoeiras, onde é possível o banho. Depois do salto, o rio forma uma sequência de cachoeiras, corredeiras e poços, cobertos por uma densa floresta.
O parque atrai muitos turistas vindos de Brasília, que dista 115 quilômetros. Possui várias nascentes de água mineral e, fora do parque, um clube, restaurante, bares, lanchonetes, camping, piscinas de água corrente, hotel e chalés. A entrada no parque é cobrada. É extremamente comum a prática do rapel na região, em razão da altura existente no local.

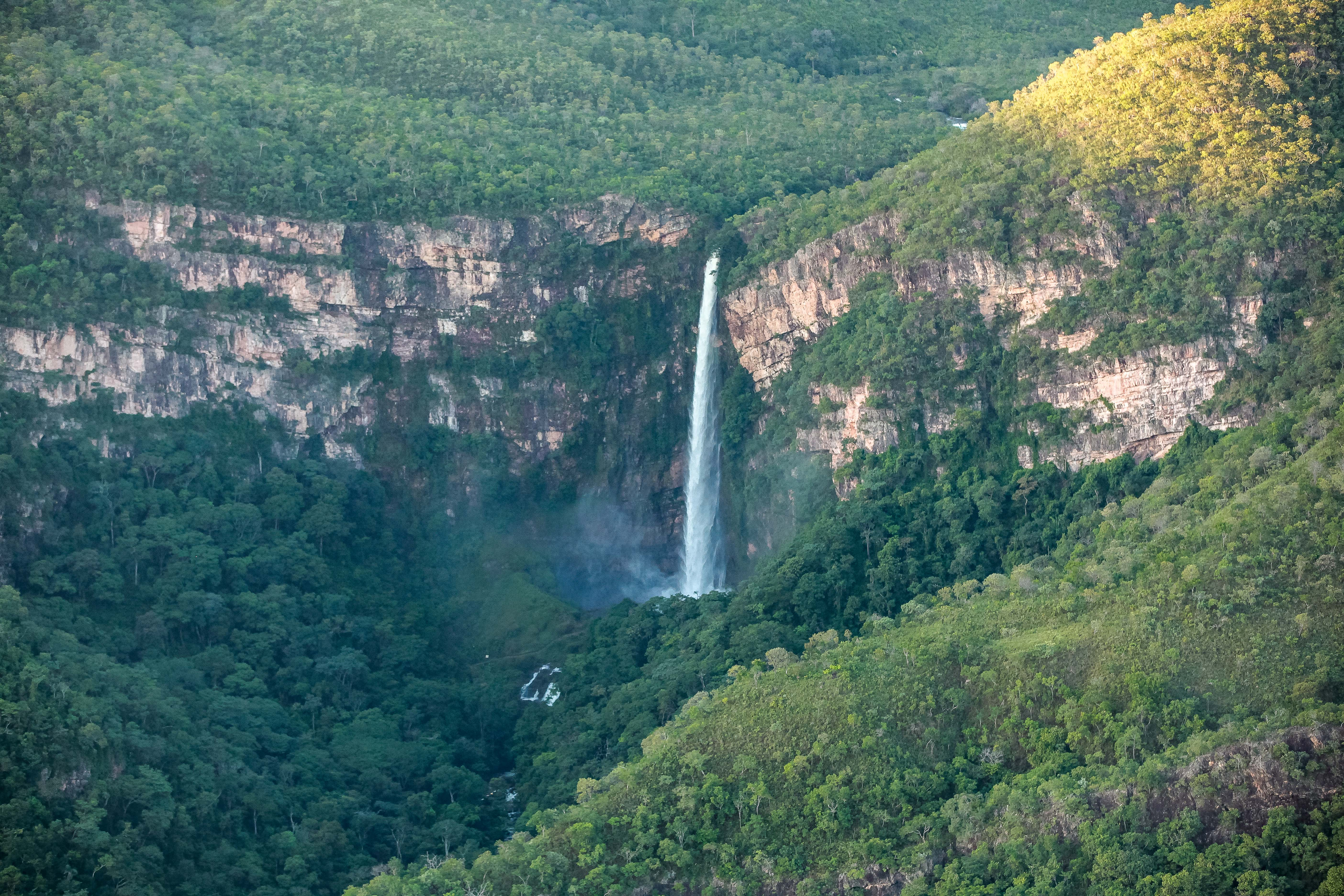
Vista do Salto do Itiquira

Se o tempo estiver ensolarado, forma-se um gigantesco arco-íris em volta da cachoeira. Nas trilhas ecológicas, é possível se contemplar as belezas da natureza, as piscinas naturais e o pôr do sol. O clima na região é de duas estaçõesː a seca - que vai de abril a setembro; e a chuvosa - de outubro a março. As temperaturas chegam aos trinta graus, mas, durante a noite, acontecem baixas, caindo para aproximadamente 14 graus.
As estradas de acesso são boas, pavimentadas em pistas duplas por quase todo o trajeto pela rodovia BR-20, que faz a divisa entre Distrito Federal e Goiás. Os trechos são bem sinalizados com placas indicativas.[parcial?]
Existem agências de turismo que promovem passeios ao local. Alguns hotéis ficam localizados na região, próximos à cidade de Formosa, possibilitando alguns dias de descanso, sendo do tipo hotel fazenda, com piscinas, chalés, restaurante, lanchonete, charretes, cavalos, hidromassagem, sauna, playground, monitores etc.[parcial?]
Fica a 32 quilômetros de Formosa por estrada asfaltada e sinalizada.